# Лазаревич, Деян
Деян Лазаревич (словен. Dejan Lazarević; родился 15 февраля 1990 года в городе Любляна, Югославия) — словенский футболист, вингер клуба «Ягеллония» и сборной Словении.

## Клубная карьера
Лазаревич начал профессиональную карьеру в клубе «Домжале». В 2007 году он был замечен скаутами итальянского «Дженоа» и приглашён в команду. 3 апреля 2010 года в матче против «Ливорно» Деян дебютировал в итальянской Серии А. В том же году для получения игровой практики Лазаревич на правах аренды перешёл в «Торино». 28 августа в матче против «Читаделлы» он дебютировал в Серии B. Летом 2011 года Деян вновь был отправлен в аренду. Его новой командой стала «Падова». 25 августа в поединке против «Сампдории» он дебютировал за новый клуб. 6 января 2012 года в матче против «Асколи» Деян забил свой первый гол за «Падову».
Летом его ждала новая аренда, на этот раз в «Модену». 1 сентября в матче против «Тернаны» Лазаревич дебютировал за новую команду. 10 ноября в поединке против «Про Верчелли» он сделал «дубль», забив свои первые голы за «Модену».
Летом 2013 года Деян окончательно покинул «Дженоа» и присоединился в «Кьево». 29 сентября в матче против «Катании» он дебютировал за «летающих ослов». 23 ноября в поединке против «Эллас Верона» Лазаревич забил свой первый гол за «Кьево».
В начале 2015 года Деян на правах аренды перешёл в «Сассуоло». 8 февраля в матче против «Сампдории» он дебютировал за новую команду. Летом Лазаревич стал футболистом турецкого «Антальяспора». 15 августа в матче против «Истанбул Башакшехира» он дебютировал в турецкой Суперлиге. 23 августа в поединке против «Генчлербирлиги» Лазаревич забил свой первый гол за новую команду.
Летом 2016 года Деян был отдан в аренду в «Кардемир Карабюкспор». 28 августа в матче против «Ризеспора» он дебютировал за новую команду. Летом 2017 года его контракт истёк, а нового соглашения с каким-либо клубом Лазаревич подписать не успел, поэтому на полгода остался без игровой практики. В начале 2018 года Деян подписал соглашение с польской «Ягеллонией».

## Международная карьера
15 ноября 2011 года в товарищеском матче против сборной США Лазаревич дебютировал за сборную Словении. 27 марта 2015 года в отборочном матче чемпионата Европы 2016 против сборной Сан-Марино Деян забил свой первый гол за национальную команду.

### Голы за сборную Словении
| #   | Дата          | Место                      | Противник  | Счёт | Результат | Соревнование                       |
| --- | ------------- | -------------------------- | ---------- | ---- | --------- | ---------------------------------- |
| 01. | 27 марта 2015 | Стожице, Любляна, Словения | Сан-Марино | 5:0  | 6:0       | Чемпионат Европы 2016 квалификация |